# Неофит IV
Неофит IV (греч. Νεόφυτος IV; XVII век, Эпир — 1671) — патриарх Константинопольский, который занимал пост на протяжении одного года (27 ноября 1688 — 7 марта 1689).
Предшественником патриарха Неофита IV был патриарх Каллиник II, а преемником был патриарх Гавриил III.

## Биография
Неофит IV родился в Эпире. Неофит IV упоминается как диакон будущего патриарха Парфения II. В 1639 году Неофит прибыл в Адрианополь в связи с избранием Парфения на Адрианопольскую кафедру. В 1644 году Парфений II взошел на Константинопольский престол, а Адрианопольскую кафедру передал Неофиту IV.
Из-за финансовых разногласий Неофит вступил в конфликт с прежним покровителем, был смещен в январе 1650 года, но восстановлен на кафедре в июне 1651 года, с началом второго патриаршества Иоанникия II. Неофит IV поддерживал тесные отношения с Дунайскими княжествами, неоднократно посещал Валахию.
В годы митрополичьего служения Неофит вёл активную переписку с выдающимися церковными и политическими деятелями эпохи. Согласно каталогу Сафы, рукопись содержит в том числе обширную переписку Неофита IV с патриархами Иерусалимскими Нектарием и Досифеем II Нотарой, патриархом Александрийским Иоанникием, митрополитом Газским Паисием Лигаридом.
В 1672 году патриарх Нектарий послал Неофиту IV книгу воспоминаний Сильвестра Сиропула о Ферраро-Флорентийском Соборе.
Собрание писем остаётся практически не исследованным. В 1883 году его изучал, находясь в Константинополе, византинист Иван Егорович Троицкий, но результаты этой работы не опубликованы. Крупные отрывки из писем и отдельные послания приводятся Мануилом Гедеоном. Полноценно исследована переписка Неофита IV с митрополитом Нисским Германом Локросом, включающая 26 писем.
Неофит IV вступил на Константинопольский престол, сместив Каллиника II Акарнана. По утверждению историка митрополита Афинского Мелетия II, Неофит выступил против Каллиника, поскольку тот изгнал его с Адрианопольской кафедры и поставил на нее митрополита Климента.
Неофит IV скончался в 1671 году.